# 阿爾迪塔 (密蘇里州)
阿爾迪塔（英語：Arditta）是位於美國密蘇里州豪厄爾縣的非建制地區。

## 歷史
阿爾迪塔的郵局於1904年設立，其後於1934年停運。當地於1925年時共有人口14人。

## 地理
阿爾迪塔所處的海拔為高於海平面331米（即1086英呎），而該地所採用的時區為UTC-6，即北美中部時區（CST）。同時該地設有夏令時間，為UTC-6調快一小時，即UTC-5（CDT）。